# Herbert Smith (Fußballspieler)
Herbert Smith (* 22. November 1877 in Witney, Oxfordshire; † 6. Januar 1951 ebenda) war ein englischer Fußballspieler.
Smith war hauptsächlich im Amateursport aktiv, trat aber zudem regelmäßig für den FC Reading in der Southern League zu Profiligaspielen an und wurde dort sogar Mannschaftskapitän. Die weiteren Fußballmannschaften, für die Smith im Laufe seiner Karriere gespielt hat, waren neben seinem Heimatverein FC Witney noch Oxford City, Derby County, Stoke (später: „Stoke City“), Richmond Association und eine Auswahl aus Oxfordshire.
Beim olympischen Fußballturnier 1908 in London kam er mit der englischen Amateurnationalmannschaft, die als Auswahl Großbritanniens antrat, in allen drei Spielen zum Einsatz und gewann die Goldmedaille. Auch während dieses Turniers spielte er noch parallel für seinen Verein in Reading.
Neben seinen insgesamt siebzehn Einsätzen für die Amateurauswahl kam der linke Verteidiger zwischen 1905 und 1906 auf vier Länderspiele für die englische Nationalmannschaft und konnte alle diese Partien gewinnen.
Smith, der auch als Cricketspieler aktiv war, wurde nach seinem aktiven Sportlerleben Präsident des Fußballverbandes von Oxfordshire und übte diese Funktion bis zu seinem Tod im Januar 1951 aus.